# An Old-Fashioned Young Man
An Old-Fashioned Young Man er en amerikansk stumfilm fra 1917 af Lloyd Ingraham.

## Medvirkende
- Robert Harron som Frank Trent
- Thomas Jefferson som James Trent
- Loyola O'Connor som Mrs. James D. Burke
- Colleen Moore som Margaret
- Adele Clifton som Nina Marquise